# Prydplante
En prydplante er en plante, som primært bliver dyrket på grund af sin dekorative værdi, i stedet for ernæringsmæssige, kommercielle eller andre værdier.
Prydplanter dyrkes typisk i parker, prydhaver eller som indendørsplanter. Oftest dyrkes prydplanterne for deres blomsters skyld, men de kan også bruges på grund af andre træk: bladene, dufte, frugter, stammen eller barken. Nogle gange er planten taget ind til dyrkning for sine usædvandlige egenskaber. Det kan f.eks. være specielt store torne, evne til at tiltrække sommerfugle, foder- eller redbygningsværdi for fugle osv. Prydplanter anvendes også til dekoration af landskaber generelt, eller for at man kan klippe blomster til buketter derfra. I alle tilfælde er prydplanters formål at skabe fryd for haveejere og besøgende.
Mange planter har været genem langvarige krydsningsarbejder eller udvælgelsesprocedurer, sådan at de nu fremtræder mere blomsterrige eller i blomsterfarver og -former, som ikke kendes hos vildarten. Et eksempel på dette ses på billederne her overfor.
På samme måde kan træer også kaldes prydtræer. Deres formål er skyldes typisk deres form, blomster eller andre attraktive egenskaber. Her er Bonsai-træer indeholdt.